# Chris Jones
Chris Jones, född den 8 oktober 1973, är en amerikansk före detta friidrottare som tävlade i kortdistanslöpning främst 400 meter. 
Jones främsta merit är att han ingick i det amerikanska stafettlaget på 4 x 400 meter vid VM 1997 i Aten. Laget vann guld men då Antonio Pettigrew som ingick i laget senare erkänt doping kan laget förlora sina guldmedaljer.

## Personliga rekord
- 400 meter - 45,20 från 1999